# Nephelolejeunea
Nephelolejeunea là một chi rêu trong họ Lejeuneaceae.